# 国家通訊伝播委員会
国家通訊伝播委員会（こっかつうしゅんでんぱ-いいんかい）は中華民国の電信、通信、放送事業を監督する独立行政機構。2006年に新聞局及び交通部電信総局がそれぞれ所轄していた業務を集約して設立された。略称はNCC、通伝会。